# Cá hang động phương bắc
Amblyopsis spelaea (trong tiếng Anh gọi là "northern cavefish", cá hang phương bắc, và "northern blindfish", cá mù phương bắc) là một loài cá hang sống trong những hang động khắp Kentucky và nam Indiana. Nó được IUCN liệt kê là một loài sắp bị đe dọa.
Trong một nghiên cứu năm 2013, các nhà khoa học phát hiện rằng loài này chia ra làm hai dòng tiến hóa riêng rẽ: một phía bắc sông Ohio, ở Indiana, và một phía nam sông, ở Kentucky. Quần thể nam giữ tên A. spelaea còn quần thể bắc đổi thành Amblyopsis hoosieri, theo một bài báo 2014 trên tạp chí ZooKeys. Cả hai loài đều không sống lan lên phía bắc sông White, chảy hướng đến tây nam Bedford, Indiana.